# Sadiq Khan
Sadiq Khan   (Tooting, 8 d'octubre de 1970), de nom complet Sadiq Aman Khan, és un polític del Partit Laborista que ha estat diputat al Parlament britànic per Tooting (South London) des del 2005 i actualment és l'alcalde de la ciutat de Londres.
El 2008 fou nomenat Secretari d'Estat per a les Comunitats pel Primer Ministre Gordon Brown, esdevenint el segon britànic d'origen pakistanès a formar part d'un govern britànic. Més tard també fou nomenat Secretari d'Estat de Transports. Es va unir al Gabinet a l'Ombra (oposició) d'Ed Miliband encarregat de Justícia i més tard de Finances i d'afers londinencs. Va renunciar a aquests càrrecs el maig de 2015.
L'11 de setembre de 2015, Khan va ser designat candidat oficial a l'alcaldia de Londres pel Partit Laborista Britànic després d'haver rebut el suport del dirigent laborista Jeremy Corbyn.

## Primers anys
Khan nasqué el 1970 a Londres en el si d'una família de nouvinguts pakistanesos amb vuit nens. El seu pare treballà com a xofer d'autobús i la seva mare com a modista. Va créixer en un pis d'habitatge social i va estudiar Dret a la Universitat del Nord de Londres, avui incorporada a la Universitat Metropolitana de Londres.
Des de jove ha treballat en la defensa dels drets civils i per a diferents institucions educatives.
Abans d'entrar al Parlament Britànic el 2005, Khan va treballar com a jurista en la defensa dels drets humans. Durant la seva carrera legal es va especialitzar en afers de vulneració de drets laborals, per part de la policia o de discriminació.

## Carrera política

### Regidor
Khan va representar Tooting com a regidor pel burg londinenc de Wandsworth de 1994 a 2006.

### Parlamentari
El 2003 el Partit Laborista va obrir la possibilitat de presentar-se com a representant del partit a la circumscripció electoral de Tooting a tots els interessats. Khan va batre els cinc altres candidats i va ser escollit diputat el 2005.
Khan va obtenir alguns reconeixements com a nova incorporació estrella al parlament i el 2006 es va mostrar crític amb la política exterior del govern laborista de Tony Blair.
El 2010, Khan fou reelegit membre del Parlament i va anar guanyant popularitat.
A les Eleccions generals del Regne Unit de 2015, Khan va ser elegit diputat un cop més, derrotant el seu rival Conservador per 2.842 vots. Va ser un dels 36 diputats laboristes a donar suport a Jeremy Corbyn com a candidat a liderar el partit el 2015.

### Govern

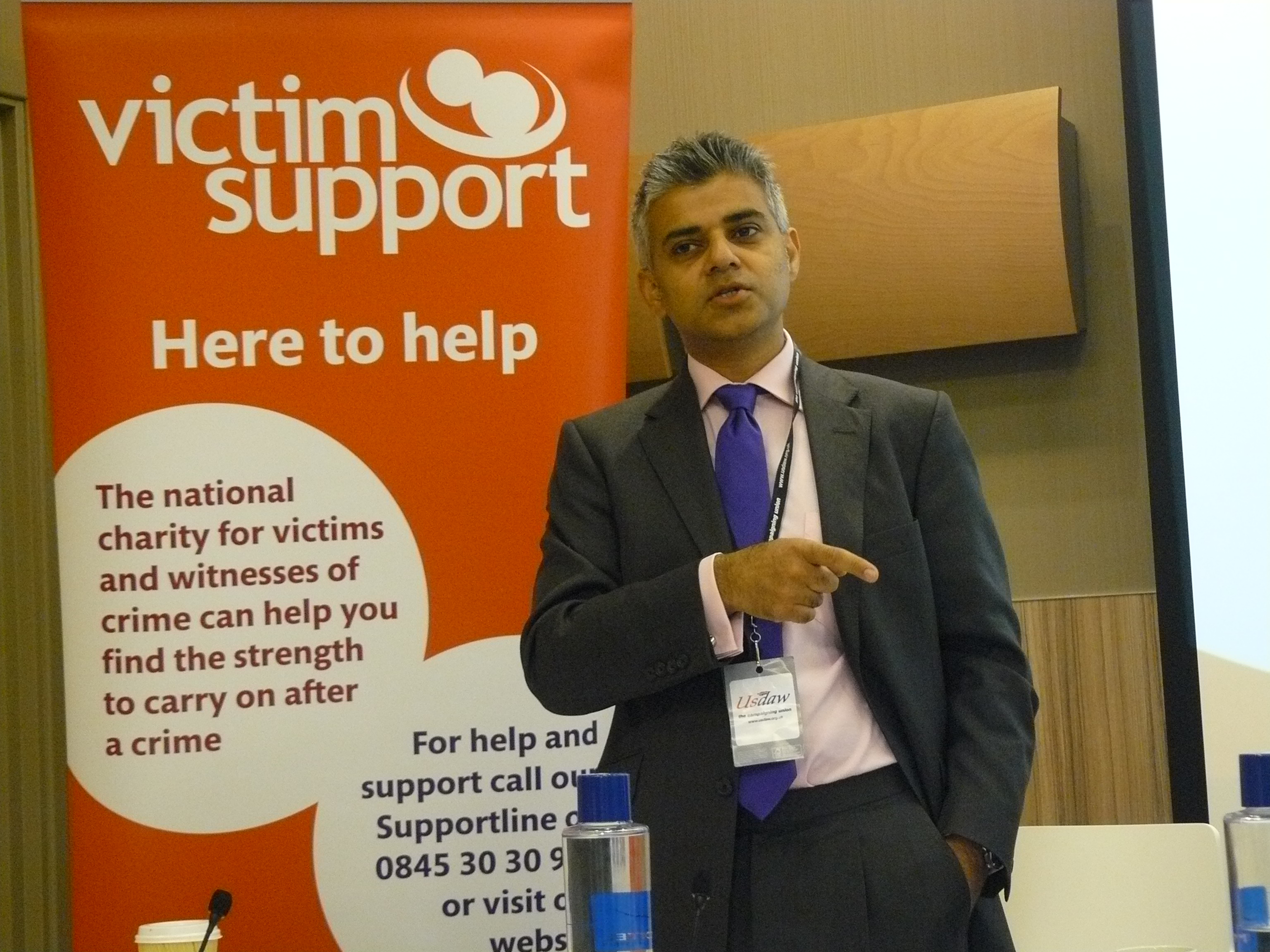
Khan Parlant dins 2011

Arran de la reforma del govern del Primer ministre Gordon Brown el 3 d'octubre de 2008, Khan va ser nomenat Secretari d'Estat de Comunitats (Minories), reemplaçant Parmjit Dhanda, i esdevenint el segon musulmà a servir en el Govern de Regne Unit, passant a ser el 2009 va ser nomenat Secretari d'Estat de Transports fins la derrota laborista a les eleccions al Parlament del Regne Unit de 2010.

### Gabinet a l'ombra
A l'oposició, Ed Miliband li va encomanar responsabilitats de justícia i finances dins el partit Laborista a les quals va renunciar el 2015.

### Candidat a alcalde
Des de 2013, Khan va fer aparicions a la premsa i a plataformes de debat en què va parlar sobre una possible candidatura per a l'alcaldia de Londres de 2016. Així, al maig de 2015, va donar a conèixer les seves intencions de convertir-se en candidat pel Partir Laborista. Al setembre de 2015, durant la seva campanya per a la candidatura laborista, Khan va guanyar la selecció de la primera ronda amb un 37.5%, per davant de la seva principal contrincant, Tessa Jowell, que va obtenir un 29.7%. En la ronda final, i havent eliminat els candadats de menor posició, va tornar a guanyar obtenint un 58.9%, mentre que la seva contrincant va obtenir el 41,1% restant.

### Alcalde de Londres
Va ser elegit alcalde de Londres en les eleccions a l'alcaldia de Londres de 2016; va prendre possessió del càrrec dos dies després, el 7 de maig de 2016, convertint-se així en el primer alcalde d'origen musulmà de la història de Londres i d'una capital europea i això el va convertir en un dels musulmans més influents d'Europa.
Khan va prendre jurament com a alcalde de Londres en una cerimònia a la Catedral de Southwark. El seu nomenament va requerir la seva renúncia com a membre del Parlament representant Tooting.
Va introduir la zona d'ultra baixes emissions (ULEZ) a principis del 8 d'abril de 2019 cobrint el centre de Londres, la mateixa àrea que tenia el peatge de congestió de Londres. Khan fou reelegit en les eleccions de 2020. L'octubre de 2021, Khan va ampliar la ULEZ per cobrir l'àrea dins de les carreteres North Circular i South Circular i el 29 d'agost de 2023 es va ampliar per cobrir tot el Gran Londres, cobrint més de 1.500 quilòmetres quadrats i aproximadament 9 milions de persones. Khan fou reelegit en les eleccions de 2020 i les de 2024.

## Vida personal
Khan està casat des del 1994 i té dues filles. Li agraden els esports i s'interessa per l'ensenyament.